# Marja Kihlström
Marja Kihlström, född 16 mars 1985, är en finsk sexterapeut (NACS), föreläsare, tränare, influerare och författare. Kihlström är även känd som programledare från programmen Naked Attraction Suomi och Sex Tape Suomi. Hon ger också ut podcasten Puhu Muru.
Våren 2023 blev Kihlström diagnostiserad med hudcancer.

## Som författare
- Pannaan menemään – Kaksi tarinaa rakkaudesta, Kustannusosakeyhtiö Kosmos, 2017, ISBN 978-952-714-4398.
- Iso O – matkaopas huipulle, Kustannusosakeyhtiö Kosmos, 2018, ISBN 978-952-714-4671.
- Iso O – harjoituskirja, Kustannusosakeyhtiö Kosmos, 2019, ISBN 978-952-714-4664.
- Oikeilla nimillä – seksuaalikasvatusopas aikuisille, Kustannusosakeyhtiö Kosmos, 2020, ISBN 9789523520547.